# كيني اولسون
كيني اولسون (بالسويدية: Kenny Olsson) هو سباق الدراجات النارية سويدي، ولد في 3 يونيو 1977 في ستوكهولم في السويد، وتوفي في 8 يونيو 2007.